# Ostrá (Západní Tatry)
Ostrá (polsky Ostra, 1764 m n. m.) je hora v Západních Tatrách na Slovensku. Nachází se v jižní rozsoše Sivého vrchu (1805 m) mezi vrcholy Malá Ostrá (1707 m) na severovýchodě a Veľká kopa (1648 m) na jihu. Malá Ostrá je oddělena sedlem Prislop (1680 m), Veľká kopa je oddělena mělkým bezejmenným sedlem. Západním směrem vybíhá z hory krátký výběžek směřující přes sedlo Suchá priehyba (1451 m) k vrcholu Suchý vrch (1477 m) a klesající hřbetem Suchý grúň do Suché doliny. Na druhé (východní) straně klesají svahy Ostré do Bobrovecké doliny.
Jedná se o kuželovitou horu budovanou usazenými horninami, zejména vápenci a dolomity. Vrcholové partie jsou porostlé nízkou kosodřevinou. Samotný vrchol poskytuje pěkné výhledy na masív Salatína.

## Přístup
- po zelené  turistické značce ze Sivého vrchu
- po zelené  turistické značce ze sedla Predúvratie

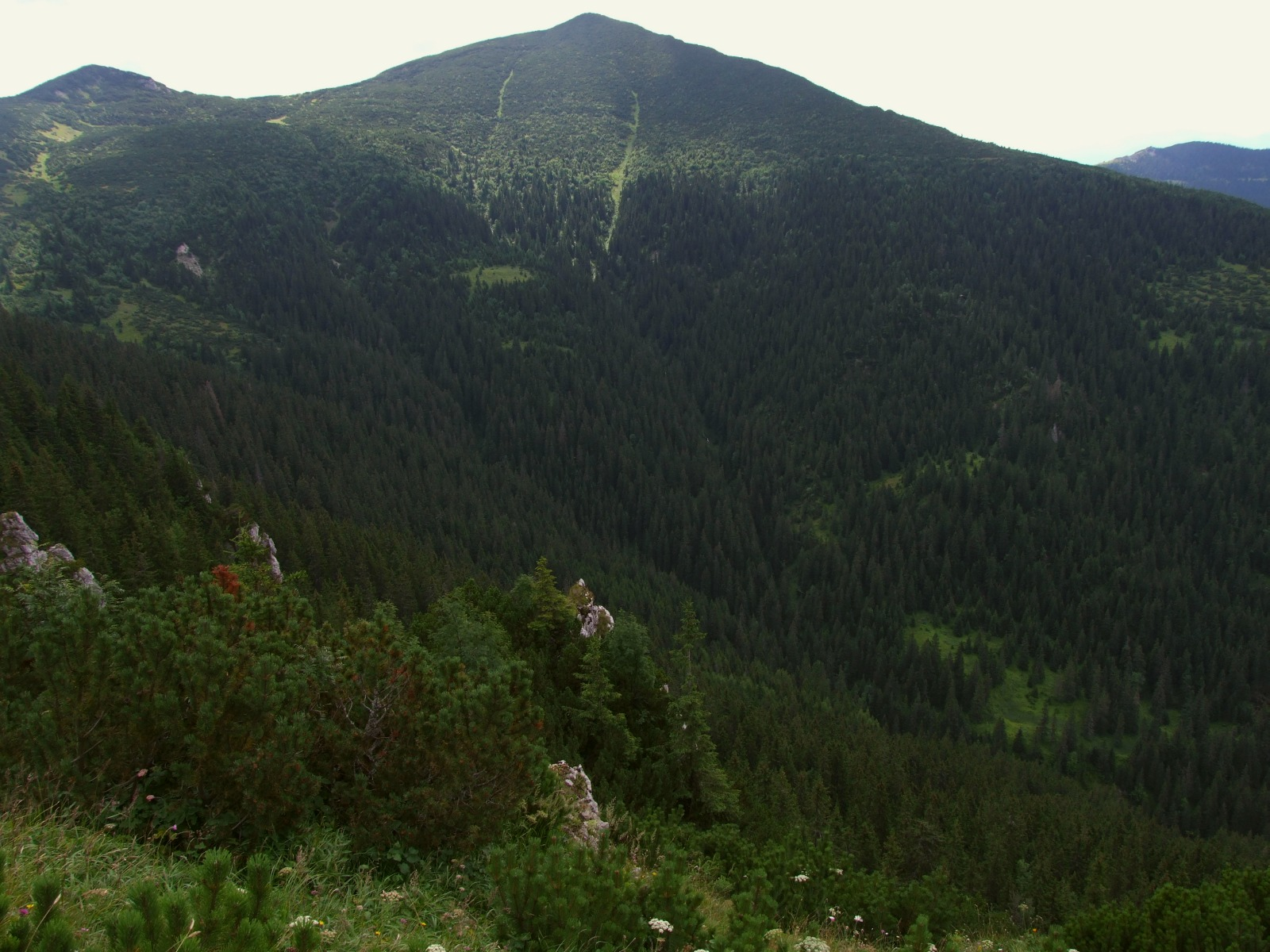
Malá Ostrá a Ostrá ze Sivé kopy